# Wittenbergplatz
La Wittenbergplatz est une place de Berlin, située dans le quartier de Schöneberg, arrondissement de Tempelhof-Schöneberg. Elle fait partie du « Train des généraux (de) », une suite de rues et de places reliant les quartiers de Schöneberg et de Kreuzberg. Elle a été créée entre 1889 et 1892.

## Histoire

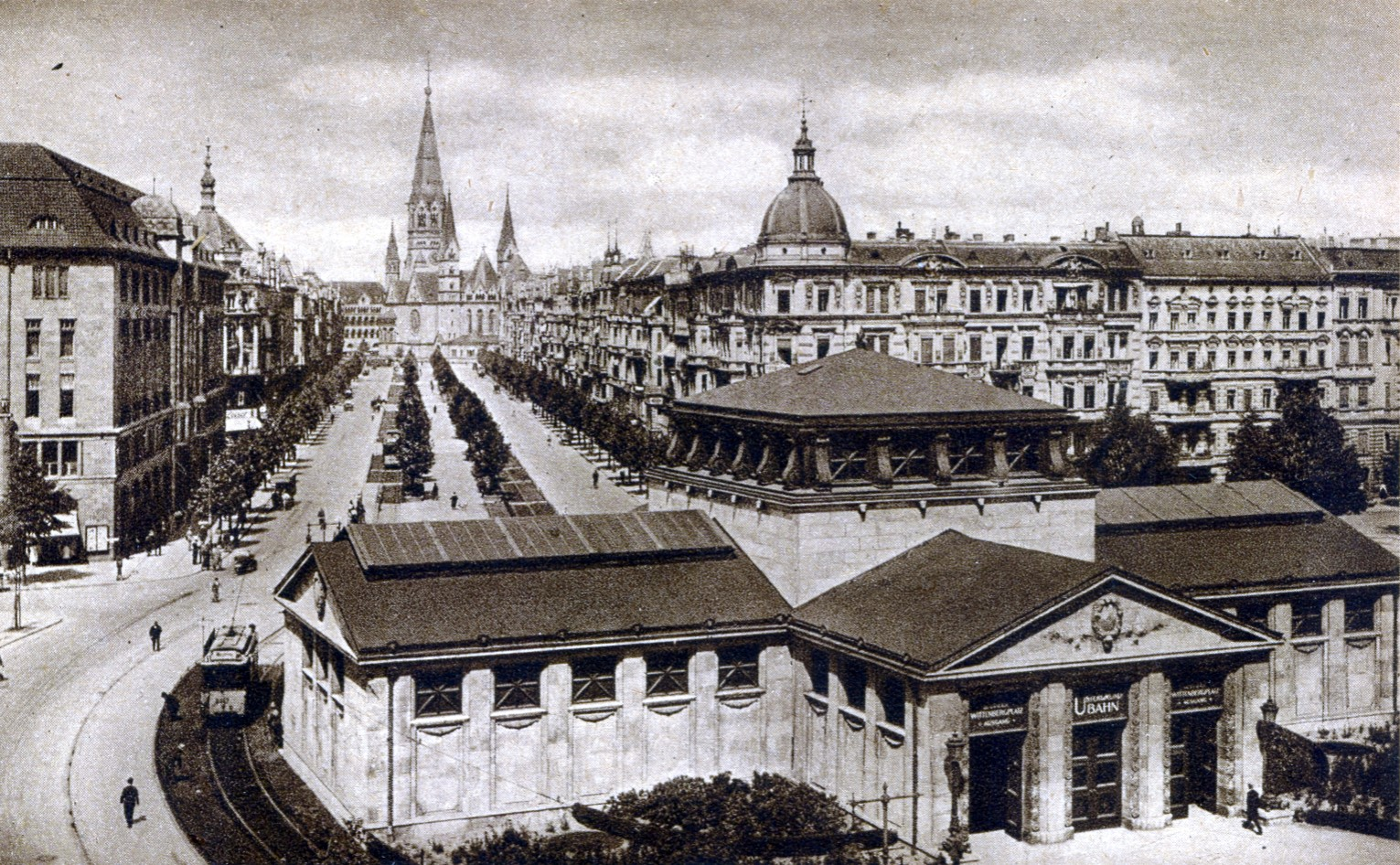
Photographie de 1910 : la station de métro est au premier plan, l'Église du Souvenir en arrière-plan.

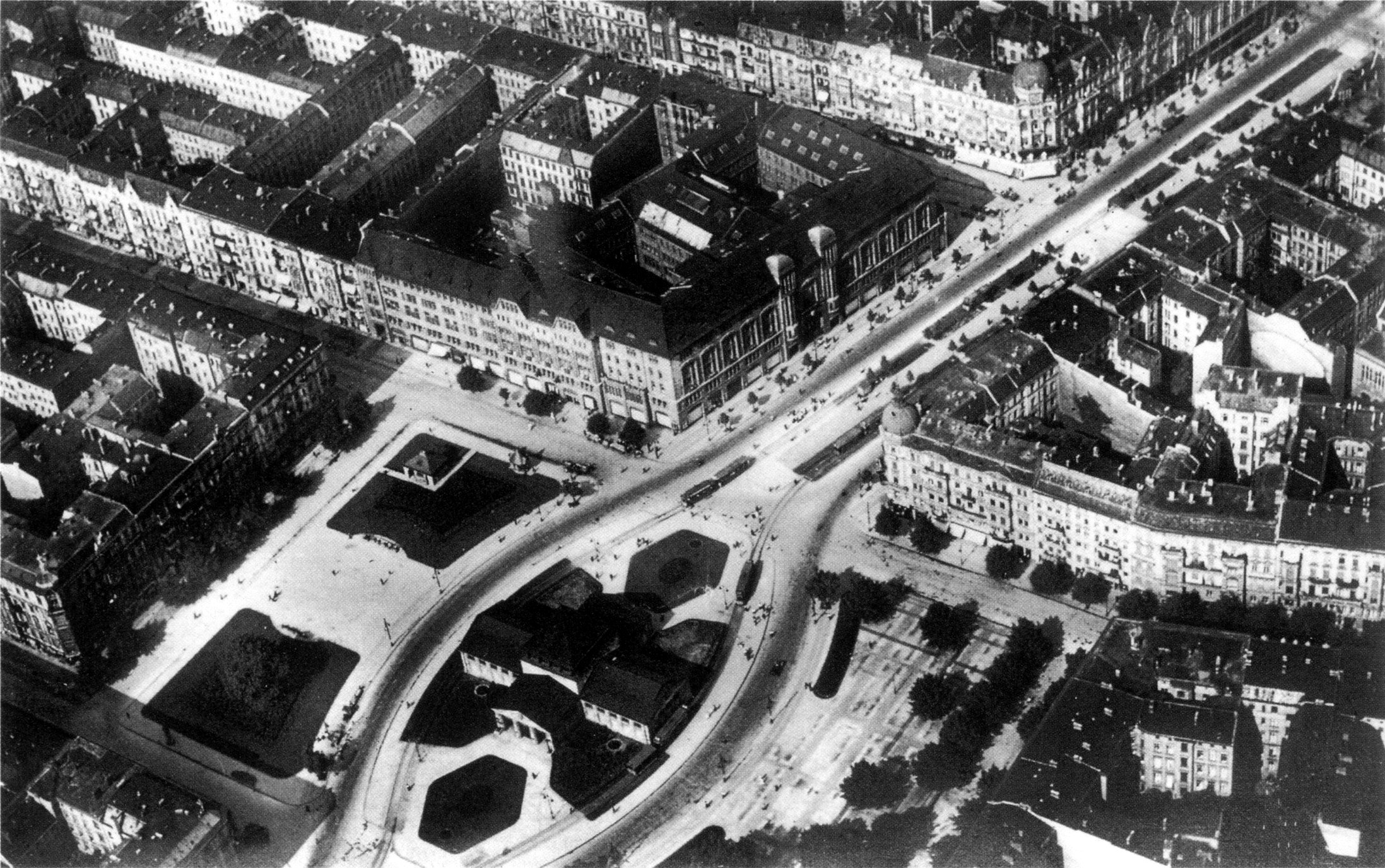
La place et le grand magasin KaDeWe, vue aérienne de 1920.

Elle tire son nom de la bataille de Wittenberg du 13 janvier 1814 — siège et canonnade de la ville tenue par les troupes napoléoniennes — lors de la campagne d'Allemagne. La Tauentzienstraße située à l'ouest de la place tient son nom du général prussien von Tauentzien qui obtint après la bataille le nom von Wittenberg bien qu'il n'ait pas été présent lors de la prise de la ville.
Pendant la Première Guerre mondiale, c'est à la table d'une petite brasserie de la place que se réunissaient les artistes de la sécession berlinoise, dont Ernst Oppler, Lovis Corinth et Eugen Spiro.

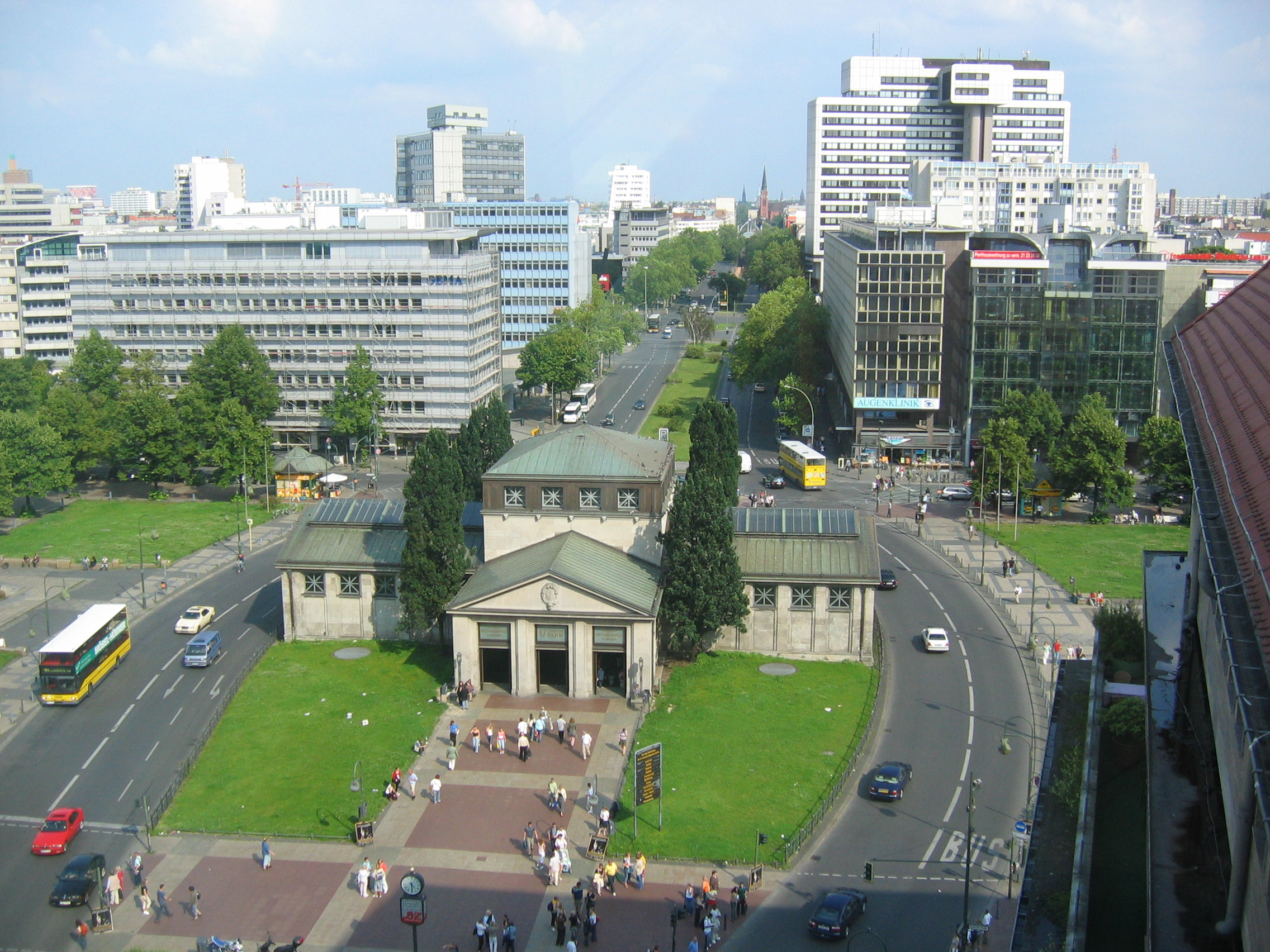
La place vue depuis le KaDeWe

La réforme territoriale de Berlin qui entre en vigueur au 1er avril 1938, entraîne de nombreuses modifications dans les arrondissements, la Wittembergplatz est alors incorporée à l'arrondissement de Schöneberg.

## Station de métro

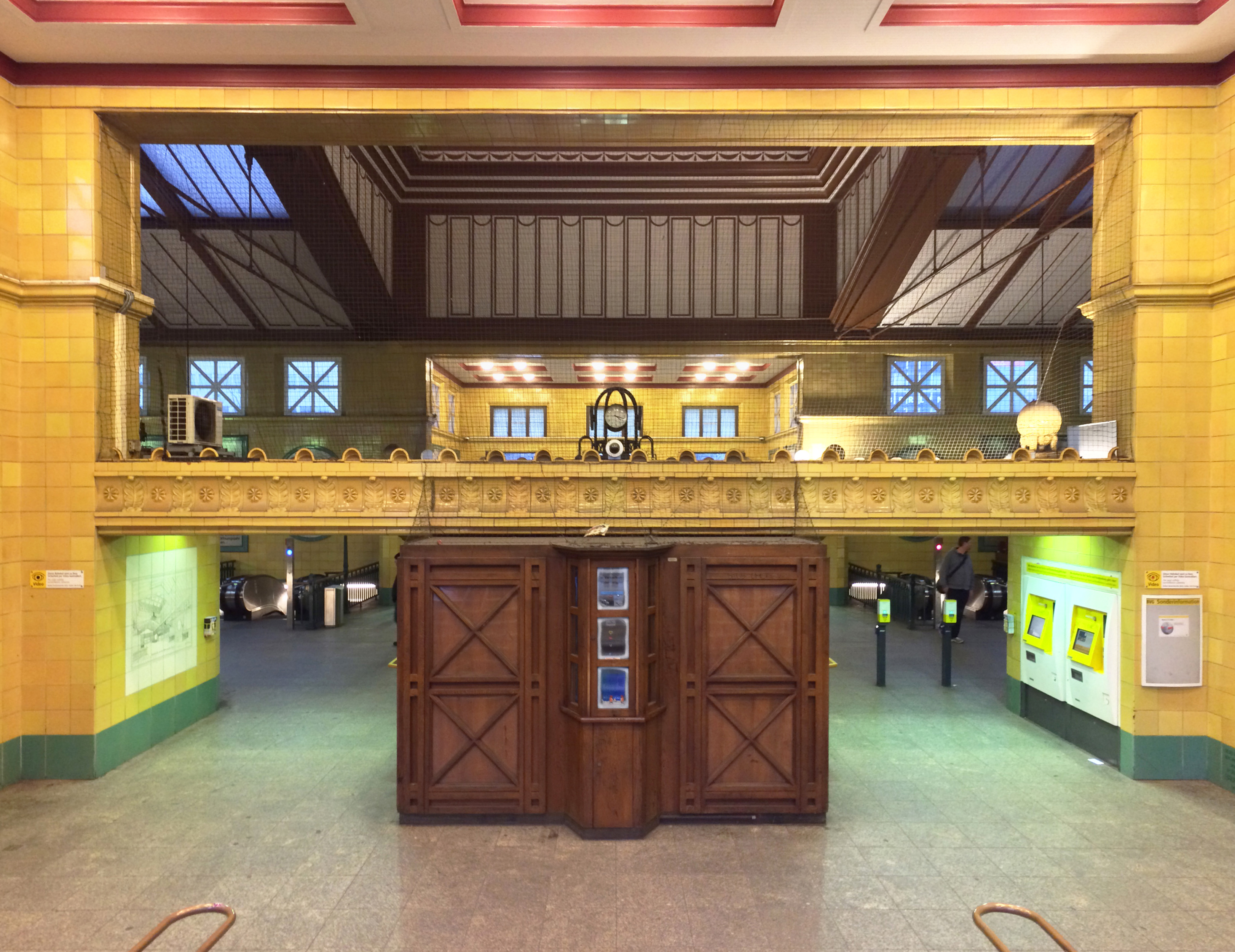
Entrée de la station de métro en 2017

Le grand bâtiment cruciforme au milieu de la place est la station de métro Wittenbergplatz ; elle est entourée par les voies de circulation qui relient la Tauentzienstraße à la Kleiststraße. À l'angle sud-ouest de la place se trouve le grand magasin Kaufhaus des Westens (KaDeWe).
L'aspect actuel résulte d'aménagements dans les années 1990. Entre 2008 et 2009, on procède à une réfection complète de la couverture du tunnel du métro en raison d'infiltrations d'eau, le coût des travaux effectués sur environ 800 mètres s'élève à 11,4 millions d'euros. Des voies de circulation et une partie de la place sont alors fermées et les espaces verts enlevés.

## Culture
La Wittenbergplatz est le sujet du tableau Markt am Wittenbergplatz d'Ernst Oppler et de l'installation TEL NEANT (1998) de George Zongolopoulos.